# Sinagoga di Rovigo
La sinagoga di Rovigo, oggi di proprietà privata e dismessa dei suoi arredi, si trova in via Corridoni 18, a Rovigo. 

## Storia
La sinagoga di Rovigo ha una storia tormentata. Nel 1629 l'antica sinagoga della città venne demolita, successivamente all'istituzione del ghetto nel 1615, perché ritenuta troppo vicina ad una chiesa. Il nuovo edificio, costruito al centro del ghetto e rinnovato nel 1858 con l'emancipazione, fu anch'esso demolito nel 1930, in seguito agli sventramenti che interessarono l'area dell'antico quartiere ebraico.
La sinagoga fu ricostruita nel 1930 nell'attuale locazione, in via Corridoni, utilizzando gli arredi, i materiali, i marmi e lo stile di quella precedente del 1858. Le fu data una facciata esterna in stile neoclassico. Come risulta dalle vecchie foto, il grande salone interno aveva aspetto di solenne monumentalità, illuminato da ampie finestre e impreziosito da stucchi e affreschi.  
Con la scomparsa della comunità ebraica di Rovigo dopo la seconda guerra mondiale l'edificio della sinagoga fu venduto a privati e spogliato dei suoi arredi (trasferiti a Padova). Ha mantenuto tuttavia la facciata e la struttura interna originaria. La sala fu per qualche tempo studio dello scultore Virgilio Milani (1888-1977) ed è stata occasionalmente usata anche per eventi culturali. Il futuro si presenta incerto. Non risulta che siano oggi in atto o allo studio progetti per il recupero di questo importante luogo storico della presenza ebraica a Rovigo.
Attualmente la sinagoga è adibita a casa privata.